# Birdie (LAN)

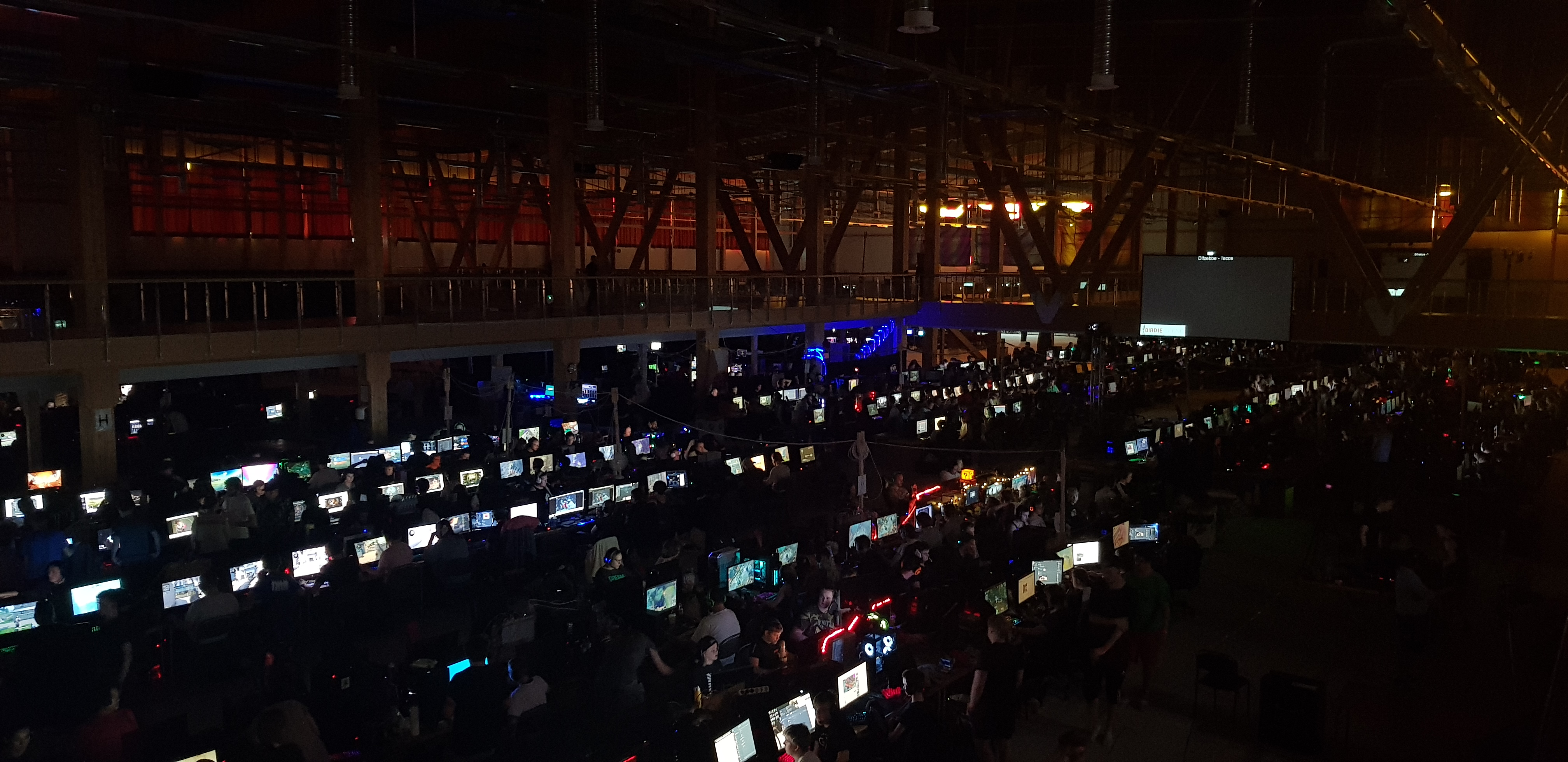
Birdie, maj 2018.

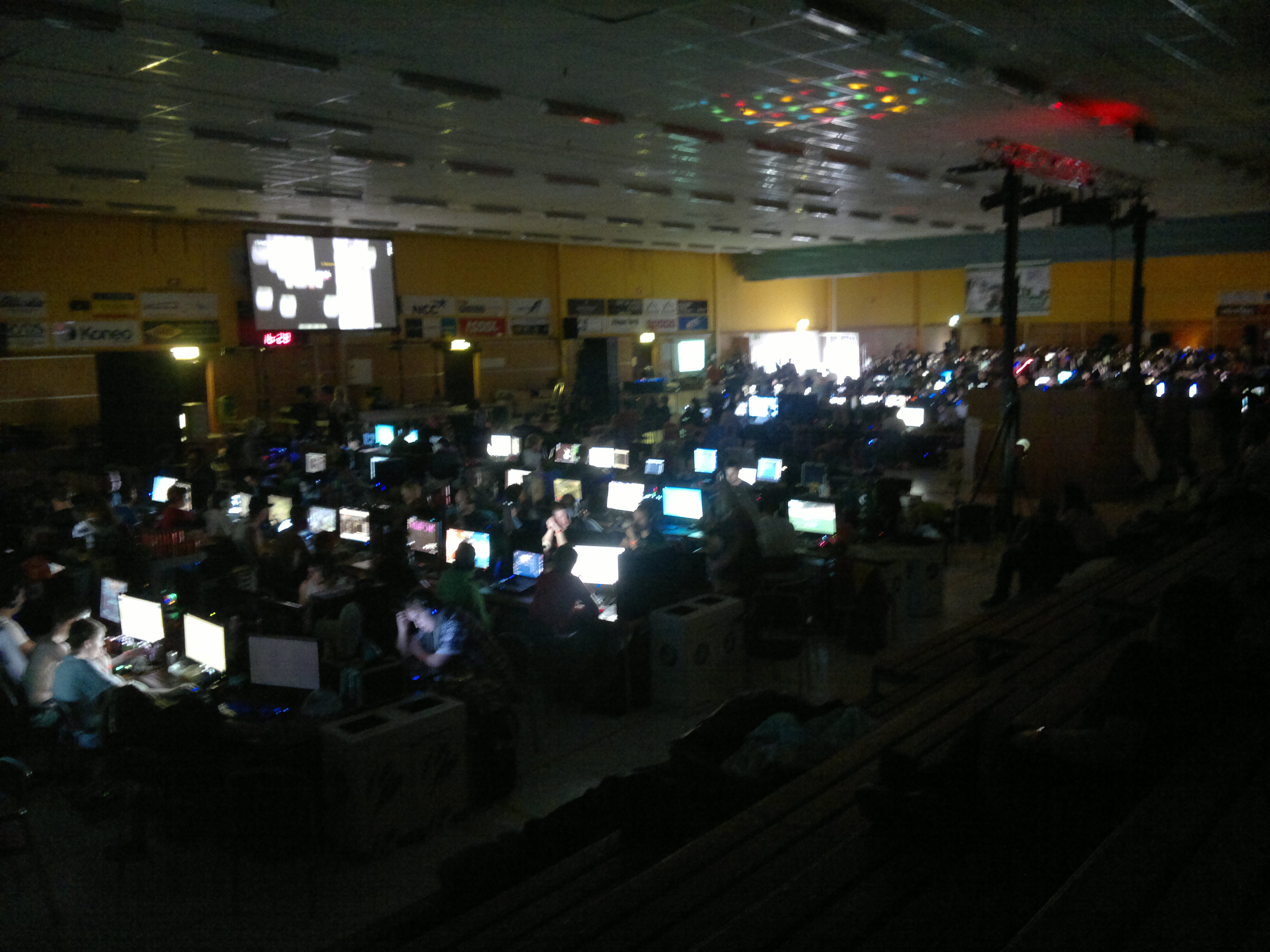
Birdie, juni 2011.

Birdie är ett stort LAN-party/demoparty i Uppsala och har arrangerats årligen sedan 1993, vanligen under Kristi himmelfärdshelgen.

## Historia
Birdie anordnades första gången påsken 1993 av en dataförening bestående av ett gäng kompisar. Lokalen var Lundellska skolans matsal. De vanligaste datorerna då var Atari (~60) och Amiga (~30) men där fanns även andra datorer som till exempel PC och C64. Birdie fortsatte sedan i diverse skolmatsalar en eller två gånger per år. Deltagarantalet låg runt ett hundratal i början och ökade sedan stadigt. Birdie 9, det sista partyt före flytten till Allianshallen, hade ungefär 400 deltagare. 
När evenemanget flyttade till Allianshallen började det arrangeras en gång per år, vanligtvis under Kristi Himmelsfärds-helgen. Det var även då som Biridie blev en offciell ideell förening. Den grundades den 16 Februari 2001 av Concept-Peter Roosdorp, som även var föreningens första ordförande.
Ungefär 450 personer kom till Birdie 10, det första som anordnades i Allianshallen. Det var dock första gången som Birdie gick med ekonomisk förlust, delvis på grund av problem med folk som plankade in.
Under de följande åren tillkom aktiviteter för besökare som tröttnat på att sitta vid datorn, till exempel laser tag, hoppborg, bordtennis, armbrytning, paintball och scenframträdanden. Över åren har deltagandet ökat till ca 1500 deltagare.
Åren 2014 och 2015 hölls Birdie i Fyrishovs multihallar istället för Allianshallen där det totala besökarantalet växte till ca 2500.
2016 flyttade Birdie tillbaka till Allianshallen med temat att återgå till rötterna. 1828 besökare registrerades vilket var rekord för Allianshallen.
2017 lämnade Birdie Allianshallen för att flytta till IFU Arena i Gränby, Uppsala. Detta skulle även bli det sista året i Allianshallen. 
2018 - 2019 ägde eventet rum i IFU Arena.
2020-2022 ägde eventet endast rum online på grund av Coronavirusutbrottet 2020–2021 i Sverige.